# Jeff Kinney
Jeffrey Patrick "Jeff" Kinney (Fort Washington), 19. veljače 1971.) američki književnik i karikaturist, najpoznatiji po književnom serijalu "Gregov dnevnik".

## Životopis
Jeff Kinney rođen je 19. veljače 1971. u Fort Washingtonu, Maryland. Otac mu je bio vladin činovnik, a majka učiteljica, pa je obitelj Kinney imala prosječna primanja. Imao je starijeg brata i sestru te mlađeg brata. Pohađao je osnovnu školu "Potomac Landing" i srednju školu "Biskup McNamara". Ranih 1990-ih upisao je sveučilište Maryland. Oženio se 14. veljače 2003. Juliom Kinney s kojom ima dva sina, Willa i Granta. Danas živi u Plainvilleu, Massachusetts, gdje vodi i vlastitu knjižaru, An Unlikely Story.

## Gregov dnevnik
Zamisao za pisanje Gregovog dnevnika Kinney je dobio u siječnju 1998., pa je na tome radio osam godina prije slanja izdavaču u New York. U svibnju 2004. izdao je e-knjigu, a u veljači 2006. dogovorio je pisanje serijala s izdavačkom kućom Abrams Books. Knjiga je odmah postala popularna i pregledana je preko 20 milijuna puta u e-inačici. Međutim, mnogi čitatelji htjeli su i tiskanu inačicu, pa je u travnju 2007. izdana prva knjiga serijala, Kronike Grega Heffleyja. Do danas je u SAD-u objavljeno 17 knjiga, a u Hrvatskoj ih je objavljeno 17. Gregov dnevnik je šest godina zaredom osvojio nagradu Nickelodeon Kids' Choice za najomiljeniju knjigu.

## Poslovni život
Jeff Kinney radi kao književnik, ilustrator i karikaturist. Uz Gregov dnevnik, drugo važno dostignuće je igra Poptropica koju je stvorio u rujnu 2007. Kinney je i dizajner igara te je dizajnirao mnoge videoigre. Ipak, smatra da bi djeca trebala više čitati, a manje vremena provoditi pred zaslonima.